# Glicó (poeta)
Glicó (en llatí Glycon, en grec antic Γλύκων) fou un poeta líric grec del qual els metres glicònics prenen el nom. Només es conserven tres línies mencionades per Hefestió com a exemple del ritme sil·làbic d'aquell tipus de metre.